# Mayora Indah
PT Mayora Indah Tbk, também conhecido como Mayora Group ou simplesmente chamado de Mayora, é uma empresa multinacional indonésia de alimentos e bebidas sediada em Jacarta. Foi fundada em 1977 por Jogi Hendra Atmadja.
A empresa é reconhecida como a maior fabricante de doces de café do mundo por meio da marca Kopiko.

## História
A história da Mayora remonta a 1948, quando uma família de imigrantes chineses começou a fazer biscoitos em sua cozinha, com Marie Biscuits sendo seu primeiro produto. Em 1976, a família se mudou para Kampung Bali em Jacarta e começou a vender biscoitos Roma. A Mayora foi fundada oficialmente em 1977 e abriu sua primeira fábrica em Tangerang, a oeste da capital indonésia Jacarta. Kopiko, um doce com sabor de café, foi lançado em 1982. A empresa abriu o capital em 1990 e expandiu sua presença para outros países asiáticos. Em novembro de 2017, os produtos Kopiko foram fotografados por astronautas na Estação Espacial Internacional como parte de um jantar de Ação de Graças. Em 2019, o fundador e diretor executivo da Mayora, Jogi Hendra Atmadja, foi listado pela Forbes como a décima pessoa mais rica da Indonésia, com um patrimônio líquido de três bilhões de dólares.

## Marcas

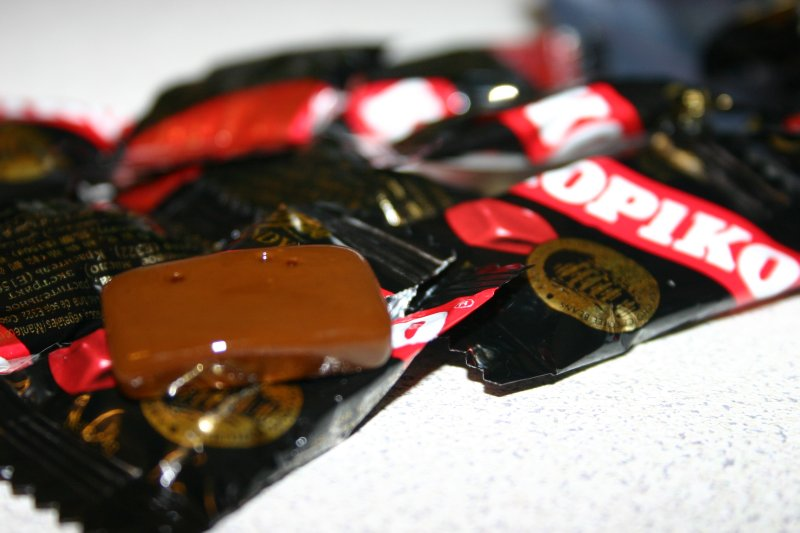
Kopiko, o principal produto da empresa.

- Biscoitos: Better, Danisa, Roma Arden, Roma Biskuit Kelapa, Roma Chess Kress, Roma Coffee Joy, Roma Malkist, Roma Marie Gold, Roma Marie Susu, Roma Sari Gandum, Roma Sandwichi, Slai O'lai
- Doces: Kopiko, Kis, Fres (somente nas Filipinas), Plonk, Tamarin, Juizy Milk
- Bolachas: Astor, Beng-Beng, Superstar, Wafello, Zuperrr Keju (Cal Cheese)
- Chocolate: Choki-Choki, Danisa
- Cereal: Energen
- Café: Kopi Ayam Merak, Kopiko Brown Coffee, Kopiko Blanca, Kopiko White Mocca, Torabika Duo, Torabika Oke, Torabika 3 em 1, Torabika Jahe Susu, Torabika Cappuccino, Tora Moka, Tora Susu, Kopiko Black, Kopiko Cappuccino, Kopiko L.A (baixo teor de ácido), Kopiko Double Cups, Kopiko Café Mocha, Tora Cafe, Torabika Creamy Latte
- Bebidas de chocolates: Champion, Drink Beng-Beng
- Mingau: Super Bubur
- Leite: Tujuh Kurma
- Macarrão instantâneo: Migelas, Bakmi Mewah, Forno Mie
- Bebidas: Kopiko Lucky Day (anteriormente Kopiko 78 °C, parceiro entre Indonésia, Tailândia e Filipinas), Teh Pucuk Harum, Q Guava, Kopiko Iced Blanca, Kopiko Iced Black, Kopiko Iced Brown, Le Minerale
- Detergente: Gentle Gen
- Massa: Forno Mie

## Mercados

### Ásia
- Indonésia
- Malásia
- Singapura
- Brunei
- Filipinas
- Tailândia
- Camboja
- Laos
- Vietname
- Timor-Leste
- Myanmar
- China
- Hong Kong
- Macau
- Taiwan
- Japão
- Coreia do Sul
- Coreia do Norte
- Índia
- Nepal
- Bangladesh
- Paquistão
- Sri Lanka
- Maldivas
- Cazaquistão
- Uzbequistão
- Turquemenistão

### Médio Oriente
- Arábia Saudita
- Emirados Árabes Unidos
- Bahrein
- Catar
- Kuwait
- Irão
- Iraque
- Jordânia
- Omã
- Líbano
- Turquia
- Egito
- Marrocos
- Omã
- Iêmen
- Líbia
- Geórgia
- Azerbaijão
- Armênia
- Turquia

### Oceânia
- Austrália
- Nova Zelândia
- Papua-Nova Guiné
- Fiji
- Ilhas Marshall

### África
- África do Sul
- Gana
- Quênia
- Madagáscar
- Ilhas Maurícias
- Nigéria
- Serra Leoa
- Burquina Fasso
- Costa do Marfim
- Togo
- Benim
- Uganda
- Tanzânia
- Zâmbia
- Angola
- Botswana
- Zimbabwe
- Moçambique
- Senegal
- Camarões
- Etiópia
- República Democrática do Congo
- Gabão

### Europa
- Reino Unido
- França
- Itália
- Alemanha
- Espanha
- Portugal
- Suécia
- Rússia
- Polónia
- Suíça
- Letônia
- Dinamarca
- Áustria
- Grécia
- Países Baixos
- Estónia
- Lituânia
- Bélgica
- Ucrânia
- Moldávia
- Hungria
- Roménia
- Bulgária
- Chéquia
- Eslováquia
- Finlândia
- Noruega
- Irlanda

### América do Norte
- Estados Unidos
- Canadá
- México
- Haiti
- República Dominicana
- Cuba
- Jamaica
- Dominica
- Guatemala
- Panamá
- Trinidad e Tobago
- Barbados
- Belize
- El Salvador
- Honduras
- Costa Rica
- Nicarágua

### América do Sul
- Argentina
- Brasil
- Suriname
- Peru
- Chile
- Colômbia
- Uruguai